# Ségalas (Altos Pirineos)
 Ségalas  es una comuna y población de Francia, en la región de Mediodía-Pirineos, departamento de Altos Pirineos, en el distrito de Tarbes y cantón de Rabastens-de-Bigorre.
Su población en el censo de 1999 era de 96 habitantes.
No está integrada en ninguna Communauté de communes.